# Lodè
Lodè település Olaszországban, Szardínia régióban, Nuoro megyében. Lakosainak száma 1510 fő (2023. január 1.). Lodè Lula, Padru, Torpè, Bitti, Siniscola és Onanì községekkel határos.

## Népesség
A település lakossága az elmúlt években az alábbi módon változott:
| Lakosok száma | 1689 | 1661 | 1510 |
|               | 2017 | 2018 | 2023 |